# Благовещенский кондакарь
Благовещенский кондакарь (Нижегородский кондакарь) — славянский рукописный сборник кондаков, созданный в конце XII — начале XIII веков. Является важным источником по истории русской домонгольской гимнографии и церковной музыки.
Рукопись была найдена в XVIII веке в нижегородском Благовещенском монастыре по которому и получила оба своих названия. Не исключают, что кондакарь мог быть написан именно для этого монастыря. Вначале она находилась в библиотеке Святейшего Синода, а в 1860 году поступила в собрание Императорской публичной библиотеки (современная Российская национальная библиотека) где хранится по настоящее время. В 1970-е годы лист из собрания слависта В. И. Григоровича, хранящийся в Одесской государственной научной библиотеке, был идентифицирован как часть Благовещенского кондакаря. Происхождение этого листа однозначно не установлено, он был приобретён Григоровичем либо в Вятке либо в Казани. Научное исследование кондакаря началось с середины XIX века, было выпущено два его факсимильных издания.
Рукопись написана на пергамене, состоит из 132 листов (включая хранящийся в Одессе), некоторые листы утрачены, также рукопись не имеет окончания. Над её созданием работали 3 или 4 писца, текст написан уставом. Украшает рукопись заставка и инициалы тератологического типа, выполненные киноварью и чернилами.
Благовещенский кондакарь кроме кондакарных песнопений включает в себя также и песнопения знаменного осмогласия, записанные крюковой нотацией. Сборник включает кондаки минейного и триодного циклов за период с 1 сентября до Недели всех святых, ипакои и кондаки воскресные, полиелей, асматик на 8 гласов, светильны и стихиры евангельские. Среди прочих в Благовещенском кондакаре присутствуют песнопения на дни памяти первых русских святых — Бориса и Глеба и преподобному Феодосию, игумену Киево-Печерского монастыря.